# Жегльце
Жегльце (пол. Żeglce) — село в Польщі, у гміні Хоркувка Кросненського повіту Підкарпатського воєводства.
Населення — 1032 особи (2011).
У 1975-1998 роках село належало до Кросненського воєводства.

## Демографія
Демографічна структура станом на 31 березня 2011 року:
|          | Загалом | Допрацездатний вік | Працездатний вік | Постпрацездатний вік |
| -------- | ------- | ------------------ | ---------------- | -------------------- |
| Чоловіки | 522     | 120                | 350              | 52                   |
| Жінки    | 510     | 103                | 293              | 114                  |
| Разом    | 1032    | 223                | 643              | 166                  |